# Postanak tla
Postanak tla - tlo je nastalo kao rezultat triju procesa. Ti su procesi redom: rastrošba stijena, transport sitnijih fragmenata i taloženje transportiranih fragmenata i čestica. 
Rastrošba započinje tektonskim silama koje deformiraju stjensku masu i na kraju izazivaju    pucanje stijenske mase zbog ne mogućnosti ostvarivanja veće plastične deformacije. Stvaranje prvih pukotina najčešće se odvija duž rasjeda. Stijena se i dalje lomi i sadržava sve više pukotina i prslina (mikropukotina) u koje tada ulazi voda. Voda je moćni razarač materijala i vrlo važan faktor rastrošbe stjenske mase. Voda mijenja svoj volumen do 11% pri promjeni agregatnog stanja iz tekućeg u kruto i tada kao led otvara i proširuje zatvorene pukotine. Vegetacija pronalazi primarne pukotine u stijenskoj masi i omogućuje daljnju rastrošbu snagom svog korijenja.  
Dalje se abrazijom usitnjavaju fragmenti osnovne stijene. Gravitacijom se transportiraju fragmenti stijene svih veličina. Gravitacija omogućuje otkidanje velikih blokova koji mogu izazvati pokretanje velikih masa niz padinu i tako stvoriti klizišta velikih razmjera. Voda i u transportu postaje najvažniji faktor. Voda omogućuje transportiranje fragmenata svih veličina (vodotoci, bujice i sl.). zbog stalnog kruženja vode (v. hidrološki ciklus) postoji i stalno kruženje materije. Zanimljivo je da bujice mogu transportirati blokove veličine i po nekoliko kubnih metara. Led kod transporta je imao značaj u geološkoj prošlosti zemlje kada su se ledenjaci s više nadmorske visine premještali na nižu nadmorsku visinu i tako omogućili transport stijenskim masama. U krajevima bez vegetacije vjetar ima važnu ulogu transporta. vjetar ima snažno abrazivno djelovanje, a kad djeluje duže vrijeme u istom smjeru tada omogućuje transport, ali samo sitnijih čestica. 
Na kraju procesa transporta dolazi do sedimentacije pa se kao konačni proizvod pojavljuje tlo. Taloženje ili sedimentacija je posljednja karika u nastanku tla. Taloženje počinje čim sile transporta oslabe. Smanjenjem brzine kretanja transportnog sredstva npr. vode smanjuje se vučna sila. Tako se najprije talože krupnije čestice, a na kraju u mirnoj vodi suspendirane čestice. Ako brzina vode na jednom profilu vodotoka varira, tada na istom profilu imamo čestice različite krupnoće. Na kraju taloženja se kao konačni proizvod pojavljuje tlo različitog granulometrijskog sastava.

## Procesi nastanka tla
Prvi proces nastanka tla je rastrošba. Rastrošba može biti mehanička i kemijska. Rastrošba usitnjava i mijenja kemijski sastav osnovne stijene. Međutim kroz čitav proces nastanka tla ne mora doći do kemijske rastrošbe tj. do promjene kemijskih svojstava.
- mehanička rastrošba
  - tektonske sile (v. potres) - izazivaju pukotine i napuknuća onda kada naprezanje u stijeni prekorači čvrstoću stijene.
  - led - voda povećava zapreminu do 11% i na taj način razara stijenu
  - abrazija - usitnjavanje u procesu transporta
  - vegetacija (v. biljke)- pronalazi pukotine u stijenskoj masi i proširuje ih.

- kemijska rastrošba
  - oksidacija
  - karbonizacija
  - kidratacija
  - desilikacija

Drugi proces nastanka tla je transport.
- Transport sitnijih fragmenata omogućuju:
  - gravitacija
  - voda - je najvažniji faktor transporta.
  - vjetar
  - led.